# Panthea (geslacht)
Panthea is een geslacht van vlinders van de familie Uilen (Noctuidae), uit de onderfamilie Pantheinae.

## Soorten
- P. acronyctoides Walker, 1861
  - = Panthea leucomelana Morrison, 1876
  - Panthea acronyctoides nigra Anweiler, 2009[1]
- Panthea apanthea Anweiler, 2009[1]
- P. coenobita

Schijn-nonvlinder Esper, 1785
- P. egua Dyar, 1922
- Panthea florianii Behounek, Han & Kononenko, 2013[2]
- Panthea furcilla (Packard, 1864)
  - Panthea furcilla australis Anweiler, 2009[1]
- Panthea fuscogrisea Behounek, Han & Kononenko, 2013[2]
- Panthea gigantea French, 1890
- Panthea greyi Anweiler, 2009[1]
- P. grisea Wileman, 1910
- Panthea guatemala Anweiler, 2009[1]
- Panthea judyae Anweiler, 2009[1]
- Panthea reducta Anweiler, 2009[1]
- Panthea roberti Joannis, 1928
  - = Diphthera hoenei Draudt, 1950
- Panthea virginarius (Grote, 1880)

### Synoniemen
- Panthea angelica Dyar, 1921 => Panthea virginarius (Grote, 1880)
- Panthea pallescens McDunnough, 1942 => Panthea furcilla (Packard, 1864)
- Panthea portlandia Grote, 1896 => Panthea virginarius (Grote, 1880)